# シコルスキー S-42
シコルスキー S-42は、アメリカ合衆国のシコルスキーが開発した旅客用飛行艇である。

## 概要

### 初飛行

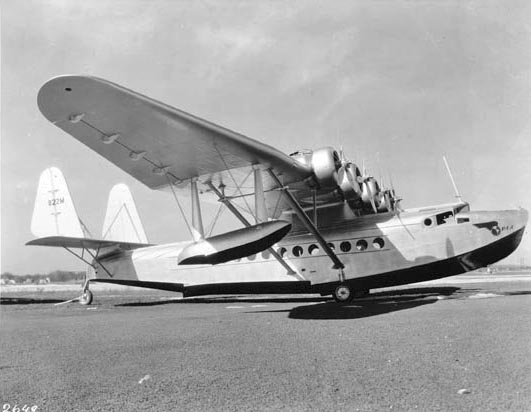
シコルスキー S-42

シコルスキー S-42は、旅客をのせた実用的な渡洋飛行をおこなった最初の飛行艇である。
4発単葉で主翼は胴体から離れた高い位置にセットされ、主翼と胴体の間は支柱で支えたパラソル方式を採用。4基のエンジンは主翼の前縁に並べている。パンアメリカン航空のために10機がユナイテッド・エアクラフトのヴォート・シコルスキー部門で製作された。初飛行は1934年の3月30日である。

### 就航
S-42は、前作シコルスキー S-40（1930年就航の4発大型飛行艇：乗員6乗客38）の運用で飛行艇による航空輸送に自信を持ったパンアメリカン航空が、さらに長距離路線への拡大を狙って発注された機体であり、同時に発注されたマーチンM-130チャイナクリッパーとともにパンアメリカン航空の海外路線に活躍した。
太平洋・大西洋横断路線は本機が開拓し、最初の北大西洋横断定期便となった飛行艇である。太平洋横断路線の実就航は航続距離の長いマーチンに譲り、アメリカと中南米を結ぶルートで多用された。また1937年にホノルル-アメリカ本土間に就航した。
その後1940年に、パンアメリカン航空のサンフランシスコ-ホノルル-ミッドウェー-ウェーク島-グアム-マニラ-香港線に就航し、香港でインペリアル航空のロンドンとシドニー便に接続した。

### 退役
第二次世界大戦中に高性能の陸上機が登場したことや、陸上の航空基地が充実したこともあり、豪華な飛行艇による旅は終焉を迎え、大戦後の1946年に全機退役しスクラップとなった。なお現代でも模型飛行機や絵画、イラストの題材として人気がある。